# Uri Geller
Uri Geller, hebr.: אורי גלר (ur. 20 grudnia 1946 w Tel Awiwie) – izraelski showman, dla sceptyków iluzjonista, dla zwolenników – osoba mająca zdolności paranormalne.
Postać kontrowersyjna: twierdzi, że ma różne paranormalne zdolności. W kontrolowanych warunkach nie zdołał ich jednak pokazać.
Przez pewien czas brał udział w amerykańskim wojskowym projekcie Stargate.